# I liga chilijska w piłce nożnej (2005)
Chile 2005
Mistrzem Chile turnieju Apertura został klub Unión Española, natomiast wicemistrzem Chile – Coquimbo Unido.
Mistrzem Chile turnieju Clausura został klub CD Universidad Católica, natomiast wicemistrzem Chile – Club Universidad de Chile.
Do Copa Libertadores w roku 2006 zakwalifikowały się następujące kluby:
- Unión Española – mistrz Chile turnieju Apertura
- CD Universidad Católica – mistrz Chile turnieju Clausura
- CSD Colo-Colo – najlepszy zespół fazy ligowej turnieju Clausura z tych, które nie zdobyły w tym sezonie tytułu mistrza

Do Copa Sudamericana w roku 2005 zakwalifikowały się następujące kluby:
- CD Universidad Católica (zwycięzca dazy ligowej turnieju Apertura)
- Club Universidad de Chile (wicemistrz fazy ligowej turnieju Apertura)

Kluby, które spadły do II ligi:
- Unión San Felipe – przedostatni w tabeli spadkowej
- Temuco – ostatni w tabeli spadkowej
- Melipilla – porażka w barażu

Na miejsce spadkowiczów awansowały z drugiej ligi następujące kluby:
- Santiago Morning – mistrz drugiej ligi
- Antofagasta – wicemistrz drugiej ligi
- CD O’Higgins – zwycięstwo w barażu

## Torneo Apertura 2005

### Apertura 1
| Data             | Mecz |
| ---------------- | --- |
| 21 stycznia 2005 | CD Huachipato – La Serena 4:1 Rodolfo Moya 2, 45, Rodrigo Millar 33, 38 – Carlos Cáceres 14                                                 |
| 21 stycznia 2005 | CD Palestino – CSD Rangers 3:1 Marco González 10, Juan Luis Mora 73s, César Henríquez 76k – José Franco 46                                  |
| 22 stycznia 2005 | Coquimbo Unido – Concepción 2:0 Pedro González 38, Mario Aravena 67                                                                         |
| 22 stycznia 2005 | Everton Viña del Mar – Club Universidad de Chile 3:2 Joel Estay 22, Daniel González 63, Julio Laffatigue 90 – Marco Olea 47, Waldo Ponce 66 |
| 22 stycznia 2005 | Temuco – CD Cobresal 1:1 Patricio Lira 2 – Iván Guillauma 52                                                                                |
| 23 stycznia 2005 | CSD Colo-Colo – Puerto Montt 2:0 Germán Real 43, Miguel Aceval 55k                                                                          |
| 23 stycznia 2005 | CD Universidad Católica – Melipilla 5:0 Eduardo Rubio 26, Cristián Álvarez 44, Nicolás Núñez 55, Darío Conca 71, Jorge Quinteros 77k        |
| 23 stycznia 2005 | Unión San Felipe – Santiago Wanderers 3:2 José Omar Fuentes 20, Ricardo González 66, Marcelo Soto 73 – César Díaz 43k, 47                   |
| 2 marca 2005     | Universidad Concepción – Audax Italiano 3:0 Ricardo Parada 12, Víctor Avalos 37, Hugo Droguett 61                                           |
| 13 kwietnia 2005 | Unión Española – Cobreloa 1:0 José Luis Jerez 48                                                                                            |

### Apertura 2
| Data             | Mecz                                                                                                |
| ---------------- | --------------------------------------------------------------------------------------------------- |
| 28 stycznia 2005 | Santiago Wanderers – CSD Colo-Colo 1:1 César Díaz 85k – Arturo Sanhueza 25                          |
| 28 stycznia 2005 | Audax Italiano – Everton Viña del Mar 1:1 Carlos Reyes 25 – Julio Laffatigue 65                     |
| 28 stycznia 2005 | CSD Rangers – Unión Española 0:0                                                                    |
| 29 stycznia 2005 | Cobreloa – CD Palestino 1:0 Claudio González 39                                                     |
| 29 stycznia 2005 | La Serena – Universidad Concepción 2:0 Patricio Rubina 16, Miguel Ángel Castillo 72                 |
| 29 stycznia 2005 | Puerto Montt – CD Universidad Católica 1:2 Daniel Campos 44 – Eduardo Rubio 37, Cristián Álvarez 89 |
| 29 stycznia 2005 | Concepción – CD Huachipato 1:1 Luis Guajardo 26 – Cristián Reynero 51                               |
| 29 stycznia 2005 | Melipilla – Temuco 0:0                                                                              |
| 30 stycznia 2005 | Club Universidad de Chile – Unión San Felipe 2:0 Cristián Canío 55, Jaime Riveros 69                |
| 30 stycznia 2005 | CD Cobresal – Coquimbo Unido 2:1 Alejandro Acosta 64, Iván Guillauma 67 – Marcelo Corrales 24       |

### Apertura 3
| Data          | Mecz |
| ------------- | --- |
| 1 lutego 2005 | Everton Viña del Mar – Universidad Concepción 1:1 Joel Estay 31 – Fernando Solís 37k                                                                                        |
| 1 lutego 2005 | Unión Española – Audax Italiano 3:3 Mauricio Dinamarca 42, Manuel Alejandro Neira 53, José Luis Jerez 87 – Felipe González 41, 57, Carlos Reyes 63                          |
| 2 lutego 2005 | CD Huachipato – Cobreloa 5:4 Rodrigo Millar 7, Héctor Mancilla 10, Daniel Martínez 42, Mauricio Salazar 78, Luis Chavarría 79 – Daniel Pérez 15, 35, 61, José Luis Díaz 19k |
| 2 lutego 2005 | Temuco – CD Universidad Católica 1:2 Alex Vega 73 – Cristián Álvarez 58, José Luis Villanueva 74                                                                            |
| 2 lutego 2005 | Concepción – Santiago Wanderers 2:1 Cristián Montecinos 42, Cristián Uribe 62 – Paulo Pérez 74                                                                              |
| 2 lutego 2005 | Puerto Montt – Melipilla 0:1 Aldo Meneses 53 |
| 2 lutego 2005 | CSD Rangers – La Serena 1:2 David Reyes 83 – Carlos Cáceres 63, Álex Comas 67                                                                                               |
| 3 lutego 2005 | Coquimbo Unido – Club Universidad de Chile 1:3 Marcelo Corrales 50k – Jaime Riveros 19, Sergio Alejandro Gioino 35k, Héctor Suazo 95                                        |
| 3 lutego 2005 | CD Palestino – Unión San Felipe 1:2 Roberto Castillo 13 – Luis Núñez 37, 83                                                                                                 |
| 2 marca 2005  | CSD Colo-Colo – CD Cobresal 2:2 Miguel Aceval 77k, Braulio Leal 90 – Iván Guillauma 50, Christian Gálvez 68                                                                 |

### Apertura 4
| Data          | Mecz |
| ------------- | --- |
| 5 lutego 2005 | Audax Italiano – CSD Colo-Colo 1:1 Rodrigo Lemos 90k – Héctor Tapia 49k                                                |
| 5 lutego 2005 | Santiago Wanderers – Everton Viña del Mar 4:1 Omar Mallea 44, José Contreras 45, Víctor Cancino 79, 88 – Joel Estay 34 |
| 6 lutego 2005 | Club Universidad de Chile – CD Palestino 2:0 Sergio Alejandro Gioino 55, 59                                            |
| 6 lutego 2005 | Universidad Concepción – Cobreloa 0:1 Mauricio Aros 43                                                                 |
| 6 lutego 2005 | CD Universidad Católica – Unión Española 1:1 Rafael Olarra 27 – Manuel Alejandro Neira 77                              |
| 6 lutego 2005 | Temuco – CD Huachipato 1:2 Matías Marchesini 85k – Héctor Mancilla 65, Dagoberto Currimilla 91                         |
| 6 lutego 2005 | Melipilla – Coquimbo Unido 0:1 Pedro González 23                                                                       |
| 6 lutego 2005 | CD Cobresal – Puerto Montt 3:0 José Contreras 11, Juan Quiroga 12k, Claudio Pérez 78                                   |
| 6 lutego 2005 | Unión San Felipe – CSD Rangers 0:1 Rodrigo Núñez 74                                                                    |
| 6 lutego 2005 | La Serena – Concepción 2:2 Álex Comas 26, Patricio Rubina 52 – Gabriel Vargas 48, Luis Guajardo 72                     |

### Apertura 5
| Data           | Mecz |
| -------------- | --- |
| 11 lutego 2005 | Unión Española – Everton Viña del Mar 2:2 José Luis Jerez 73, Manuel Neira 89 – Joel Estay 42, 90+2                                                                                  |
| 11 lutego 2005 | CSD Rangers – Melipilla 1:1 Fabian Ibarra 45k – Freddy Ferragut 27 |
| 12 lutego 2005 | Puerto Montt – Club Universidad de Chile 0:1 Sergio Gioino 29 |
| 12 lutego 2005 | CSD Colo-Colo – Universidad Concepción 0:1 Hugo Droguett 17 |
| 12 lutego 2005 | Cobreloa – Temuco 5:4 José Luis Díaz 22, Claudio González 28, 45+1, Daniel Pérez 50, Diego Guidi 86 – Matías Marchesini 27, Juan Carlos Madrid 34, Felipe Siles 36, Patricio Lira 57 |
| 12 lutego 2005 | Coquimbo Unido – Audax Italiano 1:0 Mario Aravena 6 |
| 12 lutego 2005 | Santiago Wanderers – CD Cobresal 1:3 César Díaz 90+1 – Juan Quiroga 34, Rodrigo Viligrón 49, Renzo Yáñez 57                                                                          |
| 12 lutego 2005 | Unión San Felipe – La Serena 0:0 |
| 13 lutego 2005 | Concepción – CD Universidad Católica 1:0 Marcelo Medina 63 |
| 13 lutego 2005 | CD Palestino – CD Huachipato 2:3 Roberto Castillo 71, Leonardo Monje 77k – Héctor Mancilla 40, 64, Rodrigo Millar 85                                                                 |

### Apertura 6
| Data             | Mecz |
| ---------------- | --- |
| 19 lutego 2005   | La Serena – CSD Colo-Colo 3:7 Sebastián Páez 20, Henry Zambrano 54, Miguel Castillo 69k – Miguel Aceval 16, Matías Fernández 28, Germán Real 39, Héctor Tapia 45+2, 53, 61, Juan Gonzalo Lorca 79 |
| 19 lutego 2005   | Universidad Concepción – Unión San Felipe 2:0 Hugo Droguett 22, Pedro Rivera 79k |
| 19 lutego 2005   | Audax Italiano – CD Palestino 0:2 Roberto Castillo 4, Leonardo Monje 55 |
| 19 lutego 2005   | Everton Viña del Mar – Puerto Montt 3:2 Rubén Bascuñán 22, Joel Estay 47, Julio César Laffatigue 51 – Álvaro Sarabia 31, Andrés Bayas 43                                                          |
| 19 lutego 2005   | CD Huachipato – CSD Rangers 0:1 Ramón Avila 60 |
| 20 lutego 2005   | Melipilla – Cobreloa 0:1 Arturo Norambuena 87 |
| 20 lutego 2005   | CD Universidad Católica – Santiago Wanderers 3:0 Miguel Ponce 9, Sebastián Rozental 62, Cristián Álvarez 83                                                                                       |
| 20 lutego 2005   | CD Cobresal – Unión Española 4:3 Claudio Pérez 9, Juan Quiroga 22, 86, Renzo Yáñez 90 – José Luis Jerez 58, Roberto Ordenes 65, Manuel Neira 80                                                   |
| 20 lutego 2005   | Temuco – Coquimbo Unido 2:1 Juan Carlos Madrid 5, Matías Marchesini 56 – Juan González 85 |
| 27 kwietnia 2005 | Club Universidad de Chile – Concepción 1:0 Marco Olea 62 |

### Apertura 7
| Data           | Mecz |
| -------------- | --- |
| 26 lutego 2005 | CSD Colo-Colo – Everton Viña del Mar 2:1 Héctor Tapia 10k, Mauricio Donoso 17 – Jorge Torres 24k                     |
| 26 lutego 2005 | Coquimbo Unido – Universidad Concepción 3:1 Héctor Robles 15, Miguel Romero 21, Pedro González 63 – Víctor Avalos 72 |
| 26 lutego 2005 | Unión San Felipe – CD Universidad Católica 0:2 José Luis Villanueva 72, 81                                           |
| 26 lutego 2005 | Santiago Wanderers – Temuco 0:1 José Farías 14                                                                       |
| 26 lutego 2005 | Unión Española – La Serena 1:2 Manuel Neira 32 – Alex Comas 6, Miguel Castillo 60                                    |
| 26 lutego 2005 | CSD Rangers – Audax Italiano 2:0 Fabián Ibarra 5, Jorge Baeza 41                                                     |
| 27 lutego 2005 | Cobreloa – Club Universidad de Chile 1:1 Luis Fuentes 33 – Sergio Gioino 72                                          |
| 27 lutego 2005 | Concepción – Melipilla 0:0                                                                                           |
| 27 lutego 2005 | CD Huachipato – CD Cobresal 0:2 Diego Ruiz 43, Alejandro Acosta 63                                                   |
| 27 lutego 2005 | CD Palestino – Puerto Montt 0:3 Patricio Neira 14, 25, 56                                                            |

### Apertura 8
| Data         | Mecz |
| ------------ | --- |
| 5 marca 2005 | Club Universidad de Chile – Santiago Wanderers 3:0 Esteban Valencia 55, Cristián Canío 68, Marco Olea 85 |
| 5 marca 2005 | Temuco – CSD Colo-Colo 1:2 Lucas Barrios 23 – Miguel Aceval 13, Juan Lucero 55                           |
| 5 marca 2005 | Cobreloa – CSD Rangers 1:1 Arturo Norambuena 69 – Fabián Ibarra 75k                                      |
| 5 marca 2005 | Everton Viña del Mar – Coquimbo Unido 0:1 Mario Aravena 14                                               |
| 5 marca 2005 | La Serena – CD Palestino 4:0 Carlos Alzamora 29, Alex Comas 44, 68, Carlos Cáceres 90                    |
| 6 marca 2005 | Universidad Concepción – CD Huachipato 2:0 Ricardo Parada 62, Hugo Droguett 78                           |
| 6 marca 2005 | CD Universidad Católica – Audax Italiano 2:1 Miguel Ponce 36, Dario Conca 51 – Humberto Suazo 55         |
| 6 marca 2005 | Melipilla – Unión Española 1:2 Cristián Traverso 82k – Mauricio Cataldo 31, Manuel Neira 89              |
| 6 marca 2005 | Puerto Montt – Unión San Felipe 1:0 Álvaro Sarabia 49                                                    |
| 6 marca 2005 | CD Cobresal – Concepción 0:1 Cristián Uribe 10                                                           |

### Apertura 9
| Data          | Mecz |
| ------------- | --- |
| 11 marca 2005 | CSD Rangers – Universidad Concepción 1:1 Jorge Baeza 13 – Hugo Droguett 24                                             |
| 12 marca 2005 | CD Huachipato – Club Universidad de Chile 1:0 Héctor Mancilla 4                                                        |
| 12 marca 2005 | La Serena – CD Universidad Católica 0:1 Cristián Álvarez 75                                                            |
| 12 marca 2005 | Audax Italiano – Temuco 1:2 Carlos Villanueva 80 – Patricio Lira 21k, 52                                               |
| 12 marca 2005 | Unión Española – Coquimbo Unido 4:2 José Luis Sierra 49, 70k, 89, Joshua Caleb 78 – Rubén Ramírez 32, Juan González 41 |
| 12 marca 2005 | Unión San Felipe – Everton Viña del Mar 0:2 Francisco Campos 9, Renato Ramos 77                                        |
| 13 marca 2005 | CSD Colo-Colo – Cobreloa 2:0 Juan Lucero 52, Moisés Villarroel 89                                                      |
| 13 marca 2005 | Santiago Wanderers – Melipilla 3:0 César Díaz 19k, Paulo Pérez 56, Víctor Cancino 82k                                  |
| 13 marca 2005 | Concepción – Puerto Montt 1:1 Alonzo Zuñiga 48 – Frank Lobos 66k                                                       |
| 13 marca 2005 | CD Palestino – CD Cobresal 0:0                                                                                         |

### Apertura 10
| Data          | Mecz |
| ------------- | --- |
| 18 marca 2005 | Cobreloa – Concepción 2:1 Alexis Sánchez 73, Luis Guajardo 90s – Javier Cámpora 12                                   |
| 18 marca 2005 | Everton Viña del Mar – CD Huachipato 1:3 Joel Estay 86 – Cristián Reynero 26, Héctor Mancilla 37, 41                 |
| 19 marca 2005 | CD Universidad Católica – CSD Colo-Colo 1:0 José Luis Villanueva 73                                                  |
| 19 marca 2005 | CD Cobresal – La Serena 0:1 Marcelo Caro 77                                                                          |
| 19 marca 2005 | Coquimbo Unido – Unión San Felipe 1:0 Juan González 11                                                               |
| 20 marca 2005 | Club Universidad de Chile – Audax Italiano 3:1 Sergio Gioino 6, Adrián Rojas 47, Héctor Suazo 54 – Rodrigo Lemos 39k |
| 20 marca 2005 | Universidad Concepción – Unión Española 0:0                                                                          |
| 20 marca 2005 | Puerto Montt – Santiago Wanderers 3:1 Álvaro Sarabia 20, Patricio Neira 47, Iván Sepúlveda 72k – Enrique Mallea 58   |
| 20 marca 2005 | Temuco – CSD Rangers 1:1 Lucas Barrios 3 – Jorge Baeza 25                                                            |
| 20 marca 2005 | Melipilla – CD Palestino 1:3 Jorge Lagunas 43 – Leonardo Monje 2, Silvio Fernández 13, Iván Alvarez 90               |

### Apertura 11
| Data            | Mecz |
| --------------- | --- |
| 2 kwietnia 2005 | CSD Colo-Colo – Coquimbo Unido 2:0 Héctor Tapia 50k, 70k                                                               |
| 2 kwietnia 2005 | Audax Italiano – Cobreloa 3:0 Humberto Suazo 4, 27, Rodrigo Lemos 24                                                   |
| 2 kwietnia 2005 | CD Palestino – CD Universidad Católica 0:1 Jorge Quinteros 80                                                          |
| 2 kwietnia 2005 | La Serena – Santiago Wanderers 2:3 Carlos Cáceres 16, Henry Zambrano 25 – Paulo Pérez 8, 42, Juan Francisco Viveros 61 |
| 2 kwietnia 2005 | Everton Viña del Mar – Temuco 3:0 Francisco Huaiquipán 56, Marco Estrada 65, Renato Ramos 86                           |
| 2 kwietnia 2005 | Unión San Felipe – CD Cobresal 1:2 Pascual De Gregorio 21 – Alejandro Acosta 47, Víctor González 87                    |
| 3 kwietnia 2005 | CD Huachipato – Puerto Montt 1:4 Pedro Morales 87 – Patricio Neira 18, 86, Álvaro Sarabia 34, Walter Vega 90           |
| 3 kwietnia 2005 | CSD Rangers – Concepción 1:1 Eduardo Arancibia 67 – Luis Guajardo 90                                                   |
| 3 kwietnia 2005 | Universidad Concepción – Melipilla 1:2 Cristián Traverso 75s – Martín Clemente 65, Alejandro Versalovic 85             |
| 3 kwietnia 2005 | Unión Española – Club Universidad de Chile 0:2 Sergio Gioino 18, 50                                                    |

### Apertura 12
| Data             | Mecz                                                                                         |
| ---------------- | -------------------------------------------------------------------------------------------- |
| 8 kwietnia 2005  | Coquimbo Unido – CSD Rangers 0:0                                                             |
| 9 kwietnia 2005  | Cobreloa – Unión San Felipe 1:1 Arturo Norambuena 90+6 – Pascual De Gregorio 8               |
| 9 kwietnia 2005  | CD Cobresal – Universidad Concepción 1:0 Alejandro Acosta 39                                 |
| 9 kwietnia 2005  | CD Universidad Católica – CD Huachipato 2:0 Darío Conca 48k, Jorge Quinteros 86              |
| 9 kwietnia 2005  | Concepción – Audax Italiano 0:2 Rodrigo Lemos 47k, 69k                                       |
| 9 kwietnia 2005  | Temuco – Unión Española 1:2 Felipe Siles 86 – Juan Pablo Toro 5, Roberto Ordenes 31          |
| 10 kwietnia 2005 | CSD Colo-Colo – Club Universidad de Chile 1:1 Angel Carreño 82 – Nelson Pinto 25             |
| 10 kwietnia 2005 | Santiago Wanderers – CD Palestino 1:2 César Díaz 89k – César Henríquez 42, Leonardo Monje 72 |
| 10 kwietnia 2005 | Melipilla – Everton Viña del Mar 0:3 Renato Ramos 67, Joel Estay 71, Daniel González 87      |
| 10 kwietnia 2005 | Puerto Montt – La Serena 3:0 Ricardo Olivares 3, Álvaro Sarabia 67, 80                       |

### Apertura 13
| Data             | Mecz |
| ---------------- | --- |
| 15 kwietnia 2005 | Everton Viña del Mar – Cobreloa 1:0 Joel Estay 36                                                                                   |
| 16 kwietnia 2005 | CD Palestino – CSD Colo-Colo 1:0 Marco González 45                                                                                  |
| 16 kwietnia 2005 | Coquimbo Unido – CD Universidad Católica 0:3 Jorge Acuña 54, Cristián Álvarez 64, José Luis Villanueva 69                           |
| 16 kwietnia 2005 | Audax Italiano – CD Cobresal 3:2 Rodrigo Lemos 4, Humberto Suazo 6, 40 – Juan Quiroga 36k, Diego Ruiz 45+3                          |
| 16 kwietnia 2005 | CD Huachipato – Melipilla 3:0 Dagoberto Currimilla 39, Pedro Morales 75, Héctor Mancilla 80                                         |
| 16 kwietnia 2005 | Unión San Felipe – Concepción 3:1 Juan Robledo 58, Pascual De Gregorio 65, Luis Núñez 76 – Cristián Montecinos 11                   |
| 17 kwietnia 2005 | Club Universidad de Chile – La Serena 1:3 Marco Olea 33 – Alex Comas 11, Miguel Castillo 75, 85                                     |
| 17 kwietnia 2005 | Universidad Concepción – Temuco 3:3 Luis Pedro Figueroa 19, 24, Alejandro Figueroa 82s – Carlos Rodríguez 10, Lucas Barrios 29k, 74 |
| 17 kwietnia 2005 | CSD Rangers – Santiago Wanderers 0:2 Sebastián Roco 65, Paulo Pérez 90+1                                                            |
| 17 kwietnia 2005 | Unión Española – Puerto Montt 4:1 Roberto Ordenes 55, 63, Manuel Neira 60, José Luis Jerez 90+2 – Álvaro Sarabia 75                 |

### Apertura 14
| Data             | Mecz |
| ---------------- | --- |
| 22 kwietnia 2005 | Cobreloa – Coquimbo Unido 4:0 José Luis Díaz 23, Daniel Pérez 38, Domingo Martínez 75, Fernando Martel 83                                                                      |
| 22 kwietnia 2005 | CD Cobresal – Everton Viña del Mar 2:2 Renzo Yáñez 16, Danilo Miranda 21 – Renato Ramos 36, Joel Estay 78                                                                      |
| 23 kwietnia 2005 | CSD Colo-Colo – Unión Española 4:2 Matías Fernández 15, Germán Real 31, 45, Braulio Leal 50 – Mauricio Risso 63, Mauricio Cataldo 87                                           |
| 23 kwietnia 2005 | CD Universidad Católica – Universidad Concepción 5:2 José Luis Villanueva 2, 43, Rafael Olarra 21, Eduardo Rubio 32, Cristián Álvarez 80 – Rodrigo Rain 13, Ricardo Viveros 38 |
| 23 kwietnia 2005 | La Serena – Audax Italiano 1:1 Henry Zambrano 25 – Diego De Gregorio 82 |
| 23 kwietnia 2005 | Unión San Felipe – Temuco 1:0 Pascual De Gregorio 60 |
| 24 kwietnia 2005 | Melipilla – Club Universidad de Chile 1:1 Alexis Jiménez 59 – Marco Olea 50 |
| 24 kwietnia 2005 | Santiago Wanderers – CD Huachipato 2:0 Sebastián Roco 8, Juan Francisco Viveros 90+1                                                                                           |
| 24 kwietnia 2005 | Puerto Montt – CSD Rangers 1:2 Álvaro Sarabia 64 – Miguel Ayala 64, Ramón Avila 70                                                                                             |
| 24 kwietnia 2005 | Concepción – CD Palestino 2:0 Cristián Montecinos 44, Luis Guajardo 65 |

### Apertura 15
| Data             | Mecz |
| ---------------- | --- |
| 29 kwietnia 2005 | Cobreloa – CD Cobresal 2:1 Mauricio Aros 23, Fernando Martel 52 – Diego Silva 10                                                                     |
| 29 kwietnia 2005 | Temuco – La Serena 1:1 Lucas Barrios 67 – Alex Comas 10                                                                                              |
| 29 kwietnia 2005 | Everton Viña del Mar – Concepción 1:1 Joel Estay 6 – Javier Cámpora 51                                                                               |
| 30 kwietnia 2005 | Club Universidad de Chile – CD Universidad Católica 2:1 Diego Rivarola 61, Waldo Ponce 83 – Francisco Arrué 67                                       |
| 30 kwietnia 2005 | CSD Rangers – CSD Colo-Colo 3:2 César Yáñez 4k, David Reyes 62, Oscar Ibarra 81 – Daniel Sanabria 6, Rodolfo Madrid 8                                |
| 30 kwietnia 2005 | Universidad Concepción – Puerto Montt 4:3 Fernando Solís 6k, 66k, Cristián Basaure 20s, Hugo Droguett 46 – Álvaro Sarabia 32, 35, Leandro Delgado 59 |
| 30 kwietnia 2005 | Audax Italiano – Melipilla 1:3 Claudio Figueroa 87 – Alejandro Vrsalovic 57, Rodrigo Barrera 65, 72k                                                 |
| 30 kwietnia 2005 | Unión Española – Santiago Wanderers 0:1 José Catalán 80                                                                                              |
| 30 kwietnia 2005 | CD Huachipato – Unión San Felipe 2:0 Pedro Morales 54, Rodrigo Millar 90k                                                                            |
| 30 kwietnia 2005 | Coquimbo Unido – CD Palestino 2:1 Mario Aravena 9, 42 – Leonardo Monje 41                                                                            |

### Apertura 16
| Data        | Mecz |
| ----------- | --- |
| 6 maja 2005 | CSD Rangers – CD Cobresal 2:3 Rodrigo Núñez 60, Jorge Baeza 62 – Diego Ruiz 7, Juan Quiroga 33k, Renzo Yáñez 90+2           |
| 7 maja 2005 | Club Universidad de Chile – Temuco 3:2 Nelson Pinto 4, Cristián Canío 58, 70 – Patricio Lira 25, Víctor Aguila 60           |
| 7 maja 2005 | Concepción – CSD Colo-Colo 2:0 Cristián Uribe 61, Javier Cámpora 87                                                         |
| 7 maja 2005 | CD Huachipato – Coquimbo Unido 3:2 Héctor Mancilla 5, 41, Rodrigo Millar 30 – Marcelo Corrales 20, 57                       |
| 7 maja 2005 | CD Palestino – Everton Viña del Mar 1:1 Lucas Nanía 72 – Joel Estay 13                                                      |
| 7 maja 2005 | La Serena – Melipilla 1:0 Pedro Reyes 26                                                                                    |
| 8 maja 2005 | CD Universidad Católica – Cobreloa 4:1 Darío Conca 15k, José Luis Villanueva 45, 54, Eduardo Rubio 48 – Claudio González 28 |
| 8 maja 2005 | Santiago Wanderers – Universidad Concepción 3:0 Paulo Pérez 45+2, Mauricio Rojas 72, 79                                     |
| 8 maja 2005 | Puerto Montt – Audax Italiano 2:2 Patricio Neira 66, Frank Lobos 90+2k – Carlos Villanueva 57, Boris Rieloff 83             |
| 8 maja 2005 | Unión San Felipe – Unión Española 2:1 Pablo Fuenzalida 21, Luis Núñez 45+2 – José Luis Sierra 90                            |

### Apertura 17
| Data         | Mecz |
| ------------ | --- |
| 13 maja 2005 | Cobreloa – La Serena 5:0 José Luis Díaz 19, 38, Arturo Norambuena 53, Marco Millape 60, Patricio Correa 90              |
| 14 maja 2005 | CSD Colo-Colo – CD Huachipato 1:0 Mauricio Donoso 36                                                                    |
| 14 maja 2005 | CD Cobresal – CD Universidad Católica 0:0                                                                               |
| 14 maja 2005 | Coquimbo Unido – Puerto Montt 4:1 Nicolás Corvetto 48, 68, Alfredo Calderón 51, Marcelo Corrales 90+1k – Frank Lobos 76 |
| 15 maja 2005 | Universidad Concepción – Club Universidad de Chile 0:3 Héctor Suazo 9, Marco Olea 70, 81                                |
| 15 maja 2005 | Audax Italiano – Santiago Wanderers 1:1 Rodrigo Lemos 28 – César Díaz 44k                                               |
| 15 maja 2005 | Unión Española – Concepción 1:2 Richard Benítez 70 – Javier Cámpora 31, 59                                              |
| 15 maja 2005 | Temuco – CD Palestino 1:1 Lucas Barrios 61 – Rodrigo Toloza 63                                                          |
| 15 maja 2005 | Everton Viña del Mar – CSD Rangers 1:3 Renato Ramos 27 – Ramón Avila 46, Eduardo Pinto 69, Oscar Ibarra 74              |
| 15 maja 2005 | Melipilla – Unión San Felipe 1:0 Rodrigo Barrera 43k                                                                    |

### Apertura 18
| Data           | Mecz |
| -------------- | --- |
| 21 maja 2005   | La Serena – Coquimbo Unido 2:2 Alex Comas 41, Raúl Palacios 64 – Marcelo Corrales 33, Juan González 77 |
| 21 maja 2005   | CD Universidad Católica – Everton Viña del Mar 1:2 Eduardo Rubio 60 – Álvaro Ormeño 32, Julio César Laffatigue 85                                                                                                  |
| 21 maja 2005   | CD Huachipato – Audax Italiano 2:0 Luis Chavarría 5, Rodrigo Millar 9 |
| 21 maja 2005   | CD Palestino – Unión Española 2:3 Leonardo Monje 41, Lucas Nanía 72 – Sebastián Miranda 25, José Luis Jerez 67, 84 mecz rozegrany został na stadionie klubu Universidad Católica (Estadio San Carlos de Apoquindo) |
| 21 maja 2005   | Melipilla – CD Cobresal 1:2 Rodrigo Barrera 15k – Diego Ruiz 29, Néstor Contreras 81 |
| 22 maja 2005   | Club Universidad de Chile – CSD Rangers 0:1 Eduardo Arancibia 4 mecz został przerwany w 6 minucie przy stanie 0:1 – dokończony 1 czerwca                                                                           |
| 22 maja 2005   | Santiago Wanderers – Cobreloa 1:2 César Díaz 11k – Arturo Norambuena 52, José Luis Díaz 90 |
| 22 maja 2005   | Concepción – Universidad Concepción 1:2 Javier Cámpora 46 – Juan Cisternas 41, Ricardo Viveros 85 |
| 22 maja 2005   | Puerto Montt – Temuco 1:1 Leandro Delgado 28 – Walter Fonseca 35 |
| 23 maja 2005   | Unión San Felipe – CSD Colo-Colo 2:3 Juan Robledo 9, José Omar Fuentes 80 – Héctor Tapia 55k, 90+5, Jorge Valdivia 90+1                                                                                            |
| 1 czerwca 2005 | Club Universidad de Chile – CSD Rangers 1:2 Marco Olea 35 – Eduardo Arancibia 4, Rodrigo Núñez 30 dokończenie brakujących 84 minut z 22 maja                                                                       |

### Apertura 19
| Data         | Mecz |
| ------------ | --- |
| 28 maja 2005 | CD Cobresal – Club Universidad de Chile 2:4 Víctor González 44, Iván Guillauma 85k – Marco Olea 9, 80, Héctor Suazo 51, Máximo Lucas 60 |
| 28 maja 2005 | CSD Colo-Colo – Melipilla 2:2 Germán Real 24, Felipe Flores 79 – Rodrigo Barrera 46, Felipe Miranda 90                                  |
| 28 maja 2005 | Coquimbo Unido – Santiago Wanderers 3:1 Marcelo Corrales 58k, 68, Carlos Bechthold 75 – Juan Francisco Viveros 62                       |
| 28 maja 2005 | Everton Viña del Mar – La Serena 3:1 Renato Ramos 14, Joel Estay 32, Hans Gómez 86 – Carlos Alzamora 72                                 |
| 29 maja 2005 | Cobreloa – Puerto Montt 4:3 Boris González 2, Fernando Martel 20, Arturo Norambuena 36, Alexis Sánchez 53 – Álvaro Sarabia 64, 75, 88   |
| 29 maja 2005 | Universidad Concepción – CD Palestino 0:2 Iván Alvarez 75, Rodrigo Toloza 90+2                                                          |
| 29 maja 2005 | CSD Rangers – CD Universidad Católica 1:3 Oscar Ibarra 42 – Francisco Arrué 7, Darío Conca 68, Jorge Quinteros 75                       |
| 29 maja 2005 | Audax Italiano – Unión San Felipe 1:1 Humberto Suazo 87 – Juan Robledo 90+2k                                                            |
| 29 maja 2005 | Unión Española – CD Huachipato 2:1 José Luis Jerez 19, Sebastián Miranda 73 – Iván Herrera 69                                           |
| 29 maja 2005 | Temuco – Concepción 1:1 Patricio Lira 38k – Marco Bautista 55                                                                           |

### Tabele końcowe turnieju Apertura 2005
Choć wszystkie kluby pierwszej ligi grały ze sobą każdy z każdym, to o mistrzostwie nie decydowała ogólna tabela. Kluby zostały wcześniej podzielone na 4 grupy. Z grup A i D po dwa najlepsze kluby awansowały bezpośrednio do ćwierćfinału mistrzostw, a z grup B i C tylko zwycięzcy awansowali bezpośrednio do ćwierćfinału. Ponadto 4 kluby awansowały do fazy barażowej (Repechaje), która miała wyłonić dwóch dalszych ćwierćfinalistów.

#### Grupa A
| Poz | Klub             | Mecze | Zw | Rem | Por | Pkt | BrZd | BrStr |
| --- | ---------------- | ----- | -- | --- | --- | --- | ---- | ----- |
| 1   | CSD Colo-Colo    | 19    | 9  | 5   | 5   | 32  | 34   | 24    |
| 2   | CD Huachipato    | 19    | 10 | 1   | 8   | 31  | 31   | 28    |
| 3   | Unión San Felipe | 19    | 5  | 3   | 11  | 18  | 16   | 26    |
| 4   | Melipilla        | 19    | 4  | 5   | 10  | 17  | 14   | 30    |
| 5   | Audax Italiano   | 19    | 3  | 7   | 9   | 16  | 22   | 32    |

#### Grupa B
| Poz | Klub               | Mecze | Zw | Rem | Por | Pkt | BrZd | BrStr |
| --- | ------------------ | ----- | -- | --- | --- | --- | ---- | ----- |
| 1   | Cobreloa           | 19    | 10 | 3   | 6   | 33  | 35   | 29    |
| 2   | Coquimbo Unido     | 19    | 9  | 2   | 8   | 29  | 27   | 29    |
| 3   | La Serena          | 19    | 7  | 5   | 7   | 26  | 28   | 35    |
| 4   | Santiago Wanderers | 19    | 7  | 2   | 10  | 23  | 28   | 30    |
| 5   | Puerto Montt       | 19    | 5  | 3   | 11  | 18  | 30   | 36    |

#### Grupa C
| Poz | Klub                   | Mecze | Zw | Rem | Por | Pkt | BrZd | BrStr |
| --- | ---------------------- | ----- | -- | --- | --- | --- | ---- | ----- |
| 1   | Unión Española         | 19    | 7  | 5   | 7   | 26  | 32   | 31    |
| 2   | Concepción             | 19    | 6  | 7   | 6   | 25  | 20   | 21    |
| 3   | Universidad Concepción | 19    | 6  | 4   | 9   | 22  | 23   | 31    |
| 4   | CD Palestino           | 19    | 6  | 3   | 10  | 21  | 21   | 28    |
| 5   | Temuco                 | 19    | 3  | 8   | 8   | 17  | 24   | 31    |

#### Grupa D
| Poz | Klub                      | Mecze | Zw | Rem | Por | Pkt | BrZd | BrStr |
| --- | ------------------------- | ----- | -- | --- | --- | --- | ---- | ----- |
| 1   | CD Universidad Católica   | 19    | 14 | 2   | 3   | 44  | 39   | 13    |
| 2   | Club Universidad de Chile | 19    | 12 | 3   | 4   | 39  | 36   | 19    |
| 3   | CD Cobresal               | 19    | 9  | 5   | 5   | 32  | 32   | 25    |
| 4   | Everton Viña del Mar      | 19    | 8  | 6   | 5   | 30  | 32   | 27    |
| 5   | CSD Rangers               | 19    | 7  | 7   | 5   | 28  | 24   | 23    |

Dwie najlepsze drużyny w fazie ligowej turnieju Apertura (CD Universidad Católica i Club Universidad de Chile) zakwalifikowały się do turnieju Copa Sudamericana 2005.

### Repechaje
| 01.06 2005 Coquimbo Unido – Everton Viña del Mar 2:1 (0:0) 0:1 Renato Ramos 72, 1:1 Alfredo Calderón 90+2, 2:1 Alí Manoucheri 90+7                                                                               |
| 01.06 2005 Concepción – CD Cobresal 4:3 (1:1) 0:1 Diego Ruiz 10, 1:1 Cristián Montecinos 23, 2:1 Javier Cámpora 50, 2:2 Renzo Yáñez 56, 2:3 César Carvajal 65, 3:3 Cristián Montecinos 77, 4:3 Hugo Centurión 82 |

### 1/4 finału
| Coquimbo Unido – Cobreloa 1:0 i 1:1 1 11.06 2005 1:0 Rubén Ramírez 62 2 18.06 2005 0:1 José Luis Díaz 23k, 1:1 Marcelo Corrales 58 |
| CD Huachipato – CSD Colo-Colo 4:0 i 1:0 1 11.06 2005 1:0 Leonardo Mas 23, 2:0 Héctor Mancilla 32, 3:0 Héctor Mancilla 38, 4:0 Rodrigo Millar 66k 2 18.06 2005 1:0 Héctor Mancilla 38                                                                                                  |
| Concepción – CD Universidad Católica 1:2 i 1:4 1 12.06 2005 0:1 José Luis Villanueva 45, 1:1 Cristián Montecinos 56, 1:2 José Luis Villanueva 89 2 19.06 2005 0:1 Darío Conca 13k, 1:1 Cristián Montecinos 20, 1:2 Eros Pérez 45+1, 1:3 Eduardo Rubio 75, 1:4 José Luis Villanueva 90 |
| Unión Española – Club Universidad de Chile 1:2 i 1:0, karne 3:2 1 12.06 2005 1:0 José Luis Jerez 14, 1:1 Diego Rivarola 18, 1:2 Cristián Canío 84 2 19.06 2005 1:0 Mauricio Risso 62                                                                                                  |

### 1/2 finału
| Coquimbo Unido – CD Huachipato 2:1 i 1:1 1 22.06 2005 1:0 Marcelo Corrales 30, 2:0 Rubén Ramírez 33, 2:1 Horacio del Valle 85 2 25.06 2005 1:0 Marcelo Corrales 72, 1:1 Gabriel Sandoval 75 |
| Unión Española – CD Universidad Católica 0:0 i 1:1, karne 10:9 1 23.06 2005 2 26.06 2005 0:1 Jorge Quinteros 11, 1:1 Manuel Neira 27                                                        |

### Finał
| Unión Española – Coquimbo Unido 1:0 i 3:2 |
| 3 lipca 2005 Santiago Estadio Santa Laura (10 000) Unión Española – Coquimbo Unido 1:0 (0:0) Sędzia: Pablo Pozo Bramki: 1:0 Manuel Neira 76 Żółte kartki: – / Víctor Osorio Unión Española (trener Fernando Díaz): Jaime Bravo – Alexis Norambuena (71 Raúl Arenas), Juan Pablo Toro, Richard Benítez, Juan José Ribera, Roberto Ordenes, Joel Reyes (79 Carlos Tapia), José Luis Jerez, José Luis Sierra, Matías Vidangossy (71 Mauricio Risso), Manuel Neira Club de Deportes Coquimbo Unido (trener Raúl Toro): Luis Corvalán – Víctor Osorio, Alí Manoucheri, Héctor Robles, Cristián Leiva Godoy, Germán Navea, Rodrigo Rivera (84 Mario Aravena), Carlos Carmona (59 Rubén Ramírez), Miguel Ángel Romero, Nicolás Corvetto, Marcelo Corrales |
| 9 lipca 2005 Coquimbo Estadio Francisco Sánchez Rumoroso (10 000) Coquimbo Unido – Unión Española 2:3 (1:1) Sędzia: Rubén Selman Bramki: 1:0 Héctor Robles 13, 1:1 Manuel Neira 43, 1:2 Juan José Ribera 52, 2:2 Héctor Robles 62, 2:3 José Luis Sierra 88k Żółte kartki: Mario Aravena, Pedro González, Héctor Robles / José Luis Jerez, Joel Reyes Czerwone kartki: – / José Luis Jerez 81 Club de Deportes Coquimbo Unido (trener Raúl Toro): Luis Corvalán – Víctor Osorio (86 Alí Manoucheri), Juan González, Héctor Robles, Cristián Leiva Godoy, Carlos Bechtholdt, Germán Navea (55 Nicolás Corvetto), Miguel Ángel Romero, Mario Aravena, Rubén Ramírez, Marcelo Corrales (42 Pedro González) Unión Española (trener Fernando Díaz): Jaime Bravo – Alexis Norambuena, Juan Pablo Toro, Richard Benítez, Juan José Ribera, Roberto Ordenes (90+2 Mauricio Dinamarca), Joel Reyes, Raúl Arenas (75 Carlos Tapia), José Luis Sierra, José Luis Jerez, Manuel Neira (86 Mauricio Risso) |

Mistrzem Chile turnieju Apertura w roku 2005 został klub Unión Española, natomiast wicemistrzem Chile – klub Coquimbo Unido. Tytuł mistrza zapewnił drużynie Unión Española udział w Copa Libertadores 2006.

### Klasyfikacja strzelców bramek
| Gole | Piłkarz              | Klub                      |
| ---- | -------------------- | ------------------------- |
| 13   | Joel Estay           | Everton Viña del Mar      |
| 13   | Álvaro Sarabia       | Puerto Montt              |
| 13   | Héctor Mancilla      | CD Huachipato             |
| 12   | José Luis Villanueva | CD Universidad Católica   |
| 11   | Marcelo Corrales     | Coquimbo Unido            |
| 10   | Manuel Neira         | Unión Española            |
| 10   | Marco Olea           | Club Universidad de Chile |

## Torneo Clausura 2005

### Clausura 1
| Data            | Mecz |
| --------------- | --- |
| 15 lipca 2005   | CD Palestino – Santiago Wanderers 4:0 Marco González 17, Roberto Castillo 29, Leonardo Monje 60, Rodrigo Toloza 83 mecz rozegrany został na stadionie klubu Universidad Católica |
| 16 lipca 2005   | Club Universidad de Chile – Universidad Concepción 1:0 Cristián Canío 4 |
| 16 lipca 2005   | Audax Italiano – CD Universidad Católica 0:4 Nicolás Núñez 70, Cristián Álvarez 73, César Cabrera 81s, Eros Pérez 86                                                             |
| 17 lipca 2005   | Concepción – CSD Rangers 1:1 César Vergara 88 – Silvio Fernández 85 |
| 17 lipca 2005   | Everton Viña del Mar – CSD Colo-Colo 1:3 Daniel González 90+4 – Gonzalo Fierro 24, 71, Felipe Flores 26                                                                          |
| 17 lipca 2005   | Puerto Montt – Cobreloa 1:0 Julio César Laffatigue 66 |
| 17 lipca 2005   | Melipilla – CD Huachipato 1:0 Rodrigo Romero 65 |
| 17 lipca 2005   | La Serena – Unión San Felipe 1:1 Alex Comas 25 – Francisco Alam 63 |
| 3 września 2005 | Coquimbo Unido – Unión Española 1:1 Aldo Jara 17 – José Luis Jerez 14 |
| 3 września 2005 | CD Cobresal – Temuco 4:1 José Contreras 2, Renzo Yáñez 17, César Díaz 51k, 84k – Rodrigo Sanhueza 38                                                                             |

### Clausura 2
| Data                | Mecz |
| ------------------- | --- |
| 22 lipca 2005       | Santiago Wanderers – Concepción 1:1 Héctor Aldea 44 – Cristián Montecinos 13                                  |
| 23 lipca 2005       | CD Universidad Católica – Coquimbo Unido 1:0 Jorge Quinteros 12                                               |
| 23 lipca 2005       | CSD Colo-Colo – La Serena 1:1 Luis Arturo Mena 58 – Felipe Flores 64                                          |
| 23 lipca 2005       | Cobreloa – Melipilla 3:1 Arturo Norambuena 26, José Luis Díaz 45k, Jonathan Cisternas 75 – Rodrigo Barrera 38 |
| 23 lipca 2005       | CD Huachipato – CD Palestino 0:0                                                                              |
| 24 lipca 2005       | Unión San Felipe – Club Universidad de Chile 4:1 Francis Ferrero 8, 21, 67, Luis Núñez 50 – Juan Robledo 63s  |
| 24 lipca 2005       | Temuco – Audax Italiano 1:0 Alejandro Figueroa 37                                                             |
| 24 lipca 2005       | Universidad Concepción – Everton Viña del Mar 2:1 Ricardo Viveros 16, Leonardo 60 – Renato Ramos 57k          |
| 24 lipca 2005       | CSD Rangers – Puerto Montt 3:0 Silvio Fernández 29, Fabián Ibarra 35, Jorge Baeza 54                          |
| 7 października 2005 | Unión Española – CD Cobresal 2:1 Juan Pablo Úbeda 47, Joel Reyes 70 – Diego Silva 2                           |

### Clausura 3
| Data          | Mecz |
| ------------- | --- |
| 29 lipca 2005 | Everton Viña del Mar – Unión San Felipe 3:1 Joel Estay 14, 58, Renato Ramos 32k – Francis Ferrero 55                                         |
| 30 lipca 2005 | CD Palestino – Cobreloa 1:1 Leonardo Monje 48k – Juan Luis González 13 mecz rozegrany został na stadionie klubu Unión Española               |
| 30 lipca 2005 | Coquimbo Unido – CSD Colo-Colo 2:4 Alí Manoucheri 74, Rubén Ramírez 90 – Gonzalo Fierro 32, 43, 77, Felipe Flores 34                         |
| 30 lipca 2005 | Club Universidad de Chile – Puerto Montt 4:2 Juan Manuel Olivera 23, 61, Hugo Droguett 50, Marco Olea 74 – Anyelo Alvarado 4, Frank Lobos 53 |
| 31 lipca 2005 | Melipilla – Santiago Wanderers 0:1 Juan Francisco Viveros 40                                                                                 |
| 31 lipca 2005 | Audax Italiano – Concepción 6:0 Humberto Suazo 24, 58, 65, Jaime González 75, Carlos Reyes 82, Mauricio Rojas 83                             |
| 31 lipca 2005 | CD Cobresal – CD Huachipato 2:0 Renzo Yáñez 44, César Díaz 68                                                                                |
| 31 lipca 2005 | CD Universidad Católica – Temuco 2:0 Darío Conca 16, Eduardo Rubio 20                                                                        |
| 31 lipca 2005 | La Serena – Unión Española 1:1 Felipe Flores 26k – Jonathan Orellana 90                                                                      |
| 31 lipca 2005 | Universidad Concepción – CSD Rangers 2:1 Claudio Videla 63, Leonardo 90+3k – Silvio Fernández 73k                                            |

### Clausura 4
| Data            | Mecz |
| --------------- | --- |
| 6 sierpnia 2005 | Unión San Felipe – CD Palestino 1:1 Juan Robledo 43 – Rodrigo Toloza 10                                               |
| 6 sierpnia 2005 | CSD Colo-Colo – Audax Italiano 3:0 David Henríquez 45, Gonzalo Fierro 68, Leandro 87                                  |
| 6 sierpnia 2005 | CD Huachipato – Universidad Concepción 2:0 Héctor Mancilla 17k, Rodolfo Moya 65                                       |
| 6 sierpnia 2005 | Coquimbo Unido – Temuco 3:0 Carlos Carmona 5, Pedro González 19, Rubén Ramírez 76                                     |
| 6 sierpnia 2005 | Unión Española – Melipilla 2:1 José Luis Sierra 56, 74 – Rodrigo Barrera 87k                                          |
| 7 sierpnia 2005 | Cobreloa – Everton Viña del Mar 1:1 José Luis Díaz 10 – Renato Ramos 18k                                              |
| 7 sierpnia 2005 | Puerto Montt – CD Cobresal 1:0 Domingo Martínez 84                                                                    |
| 7 sierpnia 2005 | Santiago Wanderers – CD Universidad Católica 0:2 Jorge Quinteros 2, Darío Conca 90                                    |
| 7 sierpnia 2005 | Concepción – La Serena 2:1 Esteban González 18, Cristián Montecinos 43 – Felipe Flores 17                             |
| 7 sierpnia 2005 | CSD Rangers – Club Universidad de Chile 1:3 Rodrigo Núñez 21 – Manuel Avendaño 6s, Diego Rivarola 42k, Waldo Ponce 49 |

### Clausura 5
| Data             | Mecz |
| ---------------- | --- |
| 13 sierpnia 2005 | Universidad Concepción – CSD Colo-Colo 1:2 Pedro Rivera 45 – Felipe Flores 26, Jorge Valdivia 72                               |
| 13 sierpnia 2005 | CD Palestino – Concepción 0:2 Cristián Montecinos 33, Iván Alvarez 89                                                          |
| 13 sierpnia 2005 | Audax Italiano – Coquimbo Unido 0:0                                                                                            |
| 14 sierpnia 2005 | Unión San Felipe – CD Huachipato 2:3 Francisco Alam 45, Francis Ferrero 88 – Rodolfo Moya 24, Iván Herrera 54, Leonardo Mas 89 |
| 14 sierpnia 2005 | Temuco – Melipilla 1:0 Lucas Barrios 88                                                                                        |
| 14 sierpnia 2005 | La Serena – CSD Rangers 0:1 David Reyes 71                                                                                     |
| 14 sierpnia 2005 | Club Universidad de Chile – Cobreloa 0:0                                                                                       |
| 14 sierpnia 2005 | Everton Viña del Mar – Unión Española 0:0                                                                                      |
| 14 sierpnia 2005 | CD Universidad Católica – Puerto Montt 1:0 Alejandro Osorio 38                                                                 |
| 14 sierpnia 2005 | CD Cobresal – Santiago Wanderers 1:2 Juan Quiroga 57 – Sebastián Roco 45, Juan Francisco Viveros 68                            |

### Clausura 6
| Data             | Mecz |
| ---------------- | --- |
| 20 sierpnia 2005 | Coquimbo Unido – CD Cobresal 1:1 Rubén Ramírez 60k – Renzo Yáñez 58                                                                         |
| 20 sierpnia 2005 | Cobreloa – CD Universidad Católica 0:2 Darío Conca 2, Eduardo Rubio 54                                                                      |
| 20 sierpnia 2005 | Unión Española – Universidad Concepción 3:2 Manuel Neira 41, José Luis Jerez 58, José Luis Sierra 70k – Leonardo 45k, Víctor Hugo Avalos 53 |
| 20 sierpnia 2005 | Concepción – Club Universidad de Chile 3:1 Cristián Montecinos 32, 83, Esteban González 57 – Cristián Canío 66                              |
| 21 sierpnia 2005 | Santiago Wanderers – Audax Italiano 0:2 Rodrigo Lemos 34, Carlos Villanueva 56                                                              |
| 21 sierpnia 2005 | CD Huachipato – Everton Viña del Mar 3:1 Rodolfo Moya 12, Cristián Reynero 44, Rodrigo Millar 81 – Francisco Cañete 79                      |
| 21 sierpnia 2005 | CSD Colo-Colo – Temuco 4:0 Jorge Valdivia 54, 68, Matías Fernández 64k, 86                                                                  |
| 21 sierpnia 2005 | Melipilla – La Serena 1:0 Alejandro Carrasco 79                                                                                             |
| 21 sierpnia 2005 | CSD Rangers – Unión San Felipe 2:1 Eduardo Arancibia 23, César Yáñez 90+4k – Rafael Celedón 51k                                             |
| 21 sierpnia 2005 | Puerto Montt – CD Palestino 2:0 Domingo Martínez 58, Julio César Laffatigue 79                                                              |

### Clausura 7
| Data                | Mecz |
| ------------------- | --- |
| 27 sierpnia 2005    | CD Cobresal – Unión San Felipe 3:0 Renzo Yáñez 14, César Díaz 63, 75                                                                                            |
| 27 sierpnia 2005    | Puerto Montt – Unión Española 2:1 Frank Lobos 48k, Walter Vega 67 – Ricardo Olivares 20s                                                                        |
| 28 sierpnia 2005    | Temuco – Cobreloa 2:1 Marcos Avila 60, Lucas Barrios 90+2 – Nicolás Hernández 45                                                                                |
| 28 sierpnia 2005    | La Serena – CD Huachipato 2:3 Rodrigo Brito 33, Raúl Palacios 74 – Héctor Mancilla 60, Cristián Reynero 87, Mauricio Salazar 90+2                               |
| 3 września 2005     | CD Universidad Católica – Concepción 0:0 |
| 8 września 2005     | Club Universidad de Chile – CSD Colo-Colo 1:0 Diego Rivarola 19                                                                                                 |
| 21 września 2005    | Audax Italiano – CSD Rangers 2:2 Rodrigo Lemos 48k, 66 – César Yáñez 51k, José Inostroza 64                                                                     |
| 7 października 2005 | Universidad Concepción – Santiago Wanderers 1:0 Claudio Videla 79                                                                                               |
| 7 października 2005 | CD Palestino – Coquimbo Unido 3:1 Héctor Suazo 46, Clarence Acuña 75, Lucas Nanía 87 – Héctor Robles 28 mecz rozegrany został na stadionie klubu Unión Española |
| 9 października 2005 | Everton Viña del Mar – Melipilla 1:1 Renato Ramos 55 – Alexis Jiménez 79                                                                                        |

### Clausura 8
| Data             | Mecz |
| ---------------- | --- |
| 10 września 2005 | La Serena – CD Cobresal 2:3 Ignacio Rolón 6, Sixto Rojas 34 – César Díaz 29, Patricio Lira 41, Cristián Mauvezin 85            |
| 10 września 2005 | Unión Española – Temuco 1:1 José Luis Sierra 20 – Elton Troncoso 90                                                            |
| 10 września 2005 | Concepción – Coquimbo Unido 3:0 Luis Guajardo 3, Patricio Almendra 62, Cristián Montecinos 75                                  |
| 10 września 2005 | CD Huachipato – CD Universidad Católica 0:0                                                                                    |
| 11 września 2005 | Cobreloa – Audax Italiano 1:2 José Luis Díaz 56k – Matías Campos 13, 61                                                        |
| 11 września 2005 | CSD Rangers – Everton Viña del Mar 1:1 Sergio Vásquez 26 – Renato Ramos 80                                                     |
| 11 września 2005 | Unión San Felipe – Universidad Concepción 2:1 Johnny Chaparro 58, Francis Ferrero 72 – Víctor Hugo Avalos 88                   |
| 11 września 2005 | Santiago Wanderers – Club Universidad de Chile 0:1 Juan Manuel Olivera 5                                                       |
| 11 września 2005 | Melipilla – Puerto Montt 1:0 Iván Arenas 87k                                                                                   |
| 13 września 2005 | CSD Colo-Colo – CD Palestino 4:1 Matías Fernández 4, Héctor Tapia 19, Moisés Villarroel 56, Jorge Valdivia 71 – Lucas Nanía 35 |

### Clausura 9
| Data                | Mecz |
| ------------------- | --- |
| 16 września 2005    | Temuco – Unión San Felipe 1:0 Elton Troncoso 89 |
| 16 września 2005    | Club Universidad de Chile – Melipilla 2:1 Hugo Droguett 25, Jaime García 89s – Iván Arenas 67 mecz rozegrany został na stadionie klubu Unión Española |
| 16 września 2005    | Coquimbo Unido – Cobreloa 2:2 Rubén Ramírez 15, Mario Aravena 49 – Diego Guidi 34, Rodrigo Pérez 75                                                   |
| 17 września 2005    | Puerto Montt – Concepción 1:1 Pablo Bolados 89 – Iván Alvarez 69                                                                                      |
| 17 września 2005    | CD Cobresal – CSD Colo-Colo 2:2 Renzo Yáñez 32, César Díaz 47 – Gonzalo Fierro 60, Héctor Tapia 77                                                    |
| 17 września 2005    | Universidad Concepción – La Serena 1:3 Ricardo Viveros 73 – Felipe Flores 20, Ignacio Rolón 68, Alex Comas 87                                         |
| 17 września 2005    | Unión Española – CD Palestino 4:1 Claudio Núñez 22, Manuel Neira 63, 76, 84 – Leonardo Monje 25k                                                      |
| 17 września 2005    | Audax Italiano – CD Huachipato 1:0 Boris Rieloff 78                                                                                                   |
| 18 września 2005    | Everton Viña del Mar – Santiago Wanderers 0:1 Joel Soto 18                                                                                            |
| 9 października 2005 | CD Universidad Católica – CSD Rangers 3:0 Darío Conca 18, Jorge Quinteros 21, 53                                                                      |

### Clausura 10
| Data             | Mecz |
| ---------------- | --- |
| 24 września 2005 | Cobreloa – Universidad Concepción 2:0 José Luis Díaz 36k, Cristián Morán 45                                                                   |
| 24 września 2005 | Concepción – CD Cobresal 1:0 Cristián Montecinos 90+3                                                                                         |
| 24 września 2005 | CD Palestino – Club Universidad de Chile 1:1 Rodrigo Toloza 62 – Cristián Canío 16                                                            |
| 24 września 2005 | La Serena – Everton Viña del Mar 0:0 |
| 24 września 2005 | Santiago Wanderers – Puerto Montt 3:1 Paulo Pérez 18, Joel Soto 60, José Soto Délano 85 – Pablo Bolados 45                                    |
| 25 września 2005 | Unión San Felipe – Coquimbo Unido 2:1 John Ahumada 81, Francis Ferrero 89 – Pedro González 75                                                 |
| 25 września 2005 | CSD Rangers – Temuco 5:1 Rodrigo Henríquez 17s, Silvio Fernández 46, José Inostroza 66, Sergio Vásquez 88, Jorge Baeza 90 – Gustavo Bentos 18 |
| 25 września 2005 | Melipilla – Audax Italiano 1:0 Felipe Miranda 69                                                                                              |
| 25 września 2005 | CSD Colo-Colo – CD Universidad Católica 0:0                                                                                                   |
| 25 września 2005 | CD Huachipato – Unión Española 3:1 Rodrigo Millar 3, Cristián Reynero 18, Mauricio Salazar 29 – Juan Pablo Úbeda 11                           |

### Clausura 11
| Data             | Mecz |
| ---------------- | --- |
| 27 września 2005 | Concepción – Cobreloa 1:0 Cristián Montecinos 10k                                                         |
| 28 września 2005 | CD Cobresal – Melipilla 2:0 Néstor Contreras 43, Diego Silva 58                                           |
| 28 września 2005 | Puerto Montt – CSD Colo-Colo 0:3 Héctor Tapia 53, Jorge Valdivia 65, Matías Fernández 69                  |
| 28 września 2005 | Unión Española – Unión San Felipe 0:1 Juan Robledo 26                                                     |
| 28 września 2005 | Temuco – Universidad Concepción 1:2 Juan Carlos Madrid 80 – Claudio Videla 46, Carlos Verdugo 81          |
| 28 września 2005 | Club Universidad de Chile – CD Huachipato 2:1 Marco Olea 33, Cristián Canío 81 – Diego Ruiz 12            |
| 28 września 2005 | Audax Italiano – La Serena 0:0                                                                            |
| 28 września 2005 | Coquimbo Unido – Everton Viña del Mar 2:2 Marcelo Corrales 47, 62 – Diego González 44, Mauricio Donoso 72 |
| 28 września 2005 | Santiago Wanderers – CSD Rangers 1:1 José Contreras 72 – Silvio Fernández 46                              |
| 29 września 2005 | CD Universidad Católica – CD Palestino 3:0 Eros Pérez 23, Darío Conca 42, Jorge Quinteros 90              |

### Clausura 12
| Data                | Mecz |
| ------------------- | --- |
| 1 października 2005 | Cobreloa – Santiago Wanderers 3:0 Daniel Pérez 19, Fernando Martel 44, Alexis Sánchez 71 |
| 1 października 2005 | CD Huachipato – CSD Colo-Colo 2:2 Diego Ruiz 49, Rodrigo Millar 61 – Gonzalo Fierro 47, Matías Fernández 73                                                                                      |
| 1 października 2005 | La Serena – Temuco 2:0 Alex Comas 41, 83 |
| 1 października 2005 | Unión San Felipe – Puerto Montt 1:1 Rafael Celedón 90k – Ricardo Olivares 12 |
| 1 października 2005 | Melipilla – Concepción 1:0 Alejandro Carrasco 38 |
| 2 października 2005 | Club Universidad de Chile – Unión Española 5:3 Carlos Tapia 42s, Cristián Canío 54, Diego Rivarola 56, Adrián Rojas 66, Marcelo Salas 90 – Manuel Neira 16, Claudio Núñez 35, Richard Benítez 89 |
| 2 października 2005 | Everton Viña del Mar – CD Cobresal 3:1 José Contreras 60s, Frank Carilao 66, Mauricio Donoso 89 – Cristián Gálvez 63                                                                             |
| 2 października 2005 | Universidad Concepción – CD Universidad Católica 0:1 Luis Ignacio Quinteros 65 |
| 2 października 2005 | CD Palestino – Audax Italiano 4:0 Héctor Suazo 22, Rodrigo Toloza 74, 75, Gonzalo Villagra 84 mecz rozegrany został na stadionie klubu Unión Española                                            |
| 2 października 2005 | CSD Rangers – Coquimbo Unido 0:1 Marcelo Corrales 53 |

### Clausura 13
| Data                 | Mecz |
| -------------------- | --- |
| 14 października 2005 | Puerto Montt – CD Huachipato 0:1 Diego Ruiz 43 |
| 15 października 2005 | Concepción – Unión San Felipe 1:1 Cristián Montecinos 52 – Francis Ferrero 48                                                                                 |
| 15 października 2005 | CD Palestino – Melipilla 0:0 mecz rozegrany został na stadionie klubu Unión Española                                                                          |
| 16 października 2005 | CD Cobresal – Cobreloa 3:1 César Díaz 6, 33, 51 – Luis Fuentes 72                                                                                             |
| 16 października 2005 | Audax Italiano – Universidad Concepción 1:1 Humberto Suazo 57 – Carlos Verdugo 27                                                                             |
| 16 października 2005 | Santiago Wanderers – Unión Española 1:1 Juan Francisco Viveros 45 – Juan Pablo Úbeda 54                                                                       |
| 16 października 2005 | Temuco – Everton Viña del Mar 0:3 Daniel González 47, Joel Estay 51, Rubén Bascuñán 58                                                                        |
| 16 października 2005 | Coquimbo Unido – La Serena 1:2 Marcelo Corrales 73 – Felipe Flores 79k, Marcelo Caro 84                                                                       |
| 16 października 2005 | CSD Colo-Colo – CSD Rangers 4:1 Matías Fernández 4, Jorge Valdivia 45, Gonzalo Fierro 63, Héctor Tapia 79 – Rodrigo Núñez 75                                  |
| 13 listopada 2005    | CD Universidad Católica – Club Universidad de Chile 2:1 Jorge Quinteros 51, 58 – Juan Manuel Olivera 40 mecz rozegrany na stadionie Estadio Nacional de Chile |

### Clausura 14
| Data                 | Mecz |
| -------------------- | --- |
| 22 października 2005 | La Serena – Puerto Montt 2:0 Raúl Palacios 27, 76k |
| 22 października 2005 | CD Huachipato – Concepción 3:1 Rodrigo Millar 35, Dagoberto Curimilla 47, Héctor Mancilla 67 – Gabriel Vargas 32                                                    |
| 22 października 2005 | Unión San Felipe – Cobreloa 1:1 Francis Ferrero 38 – José Luis Díaz 61                                                                                              |
| 22 października 2005 | Unión Española – CSD Colo-Colo 1:3 Moisés Villarroel 85s – Héctor Tapia 72, Jorge Serna 82, Leandro 87 mecz rozegrany został na stadionie Estadio Nacional de Chile |
| 22 października 2005 | Temuco – Santiago Wanderers 1:0 Héctor Salazar 89 |
| 22 października 2005 | Universidad Concepción – Coquimbo Unido 1:1 Leonardo 24k – Carlos Carmona 78                                                                                        |
| 22 października 2005 | CSD Rangers – CD Palestino 2:2 Rodrigo Núñez 1, César Yáñez 84k – Héctor Suazo 78, 90+4k                                                                            |
| 22 października 2005 | Everton Viña del Mar – Audax Italiano 2:1 Renato Ramos 52k, 69k – Humberto Suazo 21                                                                                 |
| 23 października 2005 | Melipilla – CD Universidad Católica 0:1 Albert Acevedo 84 |
| 23 października 2005 | Club Universidad de Chile – CD Cobresal 1:1 Waldo Ponce 46 – Luis Díaz 90+3                                                                                         |

### Clausura 15
| Data                 | Mecz |
| -------------------- | --- |
| 25 października 2005 | CSD Colo-Colo – Unión San Felipe 5:0 Álvaro Ormeño 50, Matías Fernández 56, Jorge Valdivia 58, 79, Héctor Tapia 61                                                                         |
| 26 października 2005 | Puerto Montt – Universidad Concepción 1:2 Leandro Delgado 32 – Juan Cisternas 19, Federico Bongioanni 81                                                                                   |
| 26 października 2005 | Cobreloa – Unión Española 4:1 José Luis Díaz 8, 21, Rodrigo Pérez 49, Fernando Martel 83 – Rodrigo Valenzuela 90                                                                           |
| 26 października 2005 | CD Huachipato – Temuco 5:1 Héctor Mancilla 10, 89, Diego Ruiz 20, Rodrigo Millar 44, Pedro Morales 65 – Lucas Barrios 78                                                                   |
| 26 października 2005 | Santiago Wanderers – Coquimbo Unido 2:0 Joel Soto 52, José Soto Délano 89 mecz rozegrany został w Viña del Mar                                                                             |
| 26 października 2005 | CD Palestino – La Serena 3:4 Héctor Suazo 37, Rodrigo Toloza 82k, Mario Berríos 88 – Felipe Flores 50k, 70, 73, Patricio Rubina 77 mecz rozegrany został na stadionie klubu Unión Española |
| 26 października 2005 | Audax Italiano – Club Universidad de Chile 1:1 Humberto Suazo 67k – Adrián Rojas 90+3 |
| 26 października 2005 | Melipilla – CSD Rangers 4:1 Alejandro Vrsalovic 14, Iván Arenas 23k, Alexis Jiménez 25, Cristián Abrigó 70 – Eduardo Arancibia 88                                                          |
| 26 października 2005 | CD Universidad Católica – CD Cobresal 1:0 Jorge Ormeño 29 |
| 27 października 2005 | Concepción – Everton Viña del Mar 2:1 Marco Bautista 2, Cristián Montecinos 78 – Renato Ramos 90                                                                                           |

### Clausura 16
| Data                 | Mecz |
| -------------------- | --- |
| 29 października 2005 | Temuco – Club Universidad de Chile 1:2 Héctor Salazar 69 – Cristián Canío 25, Hugo Droguett 43                                                                                    |
| 29 października 2005 | Audax Italiano – Puerto Montt 3:3 Boris Rieloff 2, Humberto Suazo 33k, 57 – Pablo Bolados 14, Patricio Neira 43, Darwin Pérez 70                                                  |
| 29 października 2005 | La Serena – Cobreloa 1:0 Felipe Flores 29 |
| 30 października 2005 | Unión San Felipe – Melipilla 2:0 Francis Ferrero 38, Rafael Celedón 46 |
| 30 października 2005 | Universidad Concepción – Concepción 3:3 Rodrigo Rain 9, Fernando Solís 53, Federico Bongioanni 80 – Cristián Montecinos 39, 89, Jimmy Ortiz 55 mecz rozegrany został w Talcahuano |
| 30 października 2005 | CSD Colo-Colo – Santiago Wanderers 1:1 Jorge Valdivia 13 – Héctor Aldea 57 |
| 30 października 2005 | Coquimbo Unido – CD Huachipato 0:1 Rodrigo Millar 51 |
| 30 października 2005 | CD Cobresal – CD Palestino 1:1 Víctor González 84 – César Henríquez 49 |
| 30 października 2005 | Unión Española – CSD Rangers 2:1 Manuel Neira 16, 41 – Silvio Fernández 31 |
| 30 października 2005 | Everton Viña del Mar – CD Universidad Católica 1:2 Renato Ramos 29k – Luis Ignacio Quinteros 33, Iván Vásquez 74                                                                  |

### Clausura 17
| Data              | Mecz |
| ----------------- | --- |
| 1 listopada 2005  | Club Universidad de Chile – Everton Viña del Mar 1:1 Cristián Canío 83 – Mauricio Donoso 20                                                                 |
| 2 listopada 2005  | CD Cobresal – Audax Italiano 2:1 Victor González 21, Juan Quiroga 72 – Rodrigo Lemos 45                                                                     |
| 2 listopada 2005  | CD Universidad Católica – Unión San Felipe 5:1 Luis Ignacio Quinteros 14, 68, Francisco Arrué 16, Alejandro Osorio 32, César Cortés 83 – Johnny Chaparro 40 |
| 2 listopada 2005  | Concepción – Unión Española 2:1 Jimmy Ortiz 26, 78 – Manuel Neira 22                                                                                        |
| 3 listopada 2005  | Cobreloa – CSD Colo-Colo 0:1 Leandro 80 mecz przerwany w 87 minucie – wynik zachowano                                                                       |
| 3 listopada 2005  | CSD Rangers – CD Huachipato 1:1 Silvio Fernández 11 – Héctor Mancilla 43                                                                                    |
| 12 listopada 2005 | CD Palestino – Temuco 1:0 Clarence Acuña 12 mecz rozegrany został na stadionie klubu Unión Española                                                         |
| 12 listopada 2005 | Melipilla – Universidad Concepción 1:2 Felipe Miranda 35 – Juan Cisternas 48, Patricio Monsálvez 84                                                         |
| 12 listopada 2005 | Santiago Wanderers – La Serena 0:0 mecz rozegrany został w Viña del Mar                                                                                     |
| 13 listopada 2005 | Puerto Montt – Coquimbo Unido 1:0 Pablo Bolados 21 |

### Clausura 18
| Data             | Mecz |
| ---------------- | --- |
| 4 listopada 2005 | Coquimbo Unido – Melipilla 2:1 Marcelo Corrales 26, Alfredo Calderón 80 – Alejandro Vrsalovic 63                                             |
| 5 listopada 2005 | Unión Española – CD Universidad Católica 0:0                                                                                                 |
| 5 listopada 2005 | La Serena – Club Universidad de Chile 2:3 Luis Pizarro 61, Miguel Angel Castillo 89 – Hugo Droguett 16, Diego Rivarola 81, Cristián Canío 88 |
| 6 listopada 2005 | Everton Viña del Mar – CD Palestino 0:0 |
| 6 listopada 2005 | CD Huachipato – Santiago Wanderers 2:1 Héctor Mancilla 25k, Diego Ruiz 64 – José Contreras 22                                                |
| 6 listopada 2005 | Universidad Concepción – CD Cobresal 4:1 Fernando Solís 28k, 43, Claudio Videla 51, Pedro Rivera 82 – Alejandro Acosta 79                    |
| 6 listopada 2005 | Unión San Felipe – Audax Italiano 2:0 Luis Núñez 28, Francis Ferrero 32                                                                      |
| 6 listopada 2005 | CSD Colo-Colo – Concepción 2:1 Gonzalo Fierro 20k, 54 – César Vergara 80                                                                     |
| 6 listopada 2005 | CSD Rangers – Cobreloa 0:1 Nicolás Hernández 90                                                                                              |
| 6 listopada 2005 | Temuco – Puerto Montt 4:1 Ricardo Olivares 14s, Lucas Barrios 44, 52, Matías Marchesini 50 – Walter Vega 72                                  |

### Clausura 19
| Data              | Mecz |
| ----------------- | --- |
| 18 listopada 2005 | CD Universidad Católica – La Serena 3:0 Luis Ignacio Quinteros 1, 30, 53                                                                               |
| 19 listopada 2005 | Cobreloa – CD Huachipato 2:1 Rodrigo Pérez 27, 54 – Gabriel Sandoval 20 mecz rozegrany został w Antofagasta                                            |
| 19 listopada 2005 | Puerto Montt – Everton Viña del Mar 0:1 Mauricio Donoso 28                                                                                             |
| 19 listopada 2005 | Santiago Wanderers – Unión San Felipe 3:1 José Contreras 53, Enrique Mallea 60, Paulo Pérez 78 – Juan Robledo 67                                       |
| 19 listopada 2005 | Concepción – Temuco 3:1 Jimmy Ortiz 13, Cristián Montecinos 70, Cristián Uribe 90k – Lucas Barrios 8                                                   |
| 19 listopada 2005 | CD Cobresal – CSD Rangers 2:0 César Díaz 63, Néstor Contreras 66                                                                                       |
| 20 listopada 2005 | Audax Italiano – Unión Española 4:5 Humberto Suazo 14, 87, 90+1, Fabián Orellana 89 – Juan Pablo Úbeda 18, 65, 81, Manuel Neira 19, 50                 |
| 20 listopada 2005 | Melipilla – CSD Colo-Colo 2:3 Iván Arenas 82k, Alejandro Carrasco 88 – Héctor Tapia 78k, Juan Gonzalo Lorca 84, Miguel Aceval 90+2                     |
| 20 listopada 2005 | CD Palestino – Universidad Concepción 1:2 Lucas Nanía 33 – Juan Cisternas 22, Carlos Verdugo 82 mecz rozegrany został na stadionie klubu CSD Colo-Colo |
| 20 listopada 2005 | Club Universidad de Chile – Coquimbo Unido 3:0 Diego Rivarola 6, 83k, Juan Manuel Olivera 32 mecz rozegrany został na stadionie klubu Unión Española   |

### Tabele końcowe turnieju Clausura 2005

#### Grupa A
| Poz | Klub                    | Mecze | Zw | Rem | Por | Pkt | BrZd | BrStr |
| --- | ----------------------- | ----- | -- | --- | --- | --- | ---- | ----- |
| 1   | CD Universidad Católica | 19    | 15 | 4   | 0   | 49  | 33   | 3     |
| 2   | CD Huachipato           | 19    | 10 | 4   | 5   | 34  | 31   | 20    |
| 3   | Concepción              | 19    | 9  | 6   | 4   | 33  | 28   | 24    |
| 4   | Unión San Felipe        | 19    | 6  | 5   | 8   | 23  | 24   | 33    |
| 5   | Puerto Montt            | 19    | 5  | 3   | 11  | 18  | 17   | 31    |

#### Grupa B
| Poz | Klub                      | Mecze | Zw | Rem | Por | Pkt | BrZd | BrStr |
| --- | ------------------------- | ----- | -- | --- | --- | --- | ---- | ----- |
| 1   | Club Universidad de Chile | 19    | 11 | 5   | 3   | 38  | 34   | 24    |
| 2   | La Serena                 | 19    | 6  | 6   | 7   | 24  | 24   | 24    |
| 3   | Everton Viña del Mar      | 19    | 5  | 8   | 6   | 23  | 23   | 22    |
| 4   | Santiago Wanderers        | 19    | 6  | 5   | 8   | 23  | 17   | 23    |
| 5   | Temuco                    | 19    | 6  | 1   | 12  | 19  | 17   | 39    |

#### Grupa C
| Poz | Klub           | Mecze | Zw | Rem | Por | Pkt | BrZd | BrStr |
| --- | -------------- | ----- | -- | --- | --- | --- | ---- | ----- |
| 1   | CD Cobresal    | 19    | 8  | 4   | 7   | 28  | 30   | 24    |
| 2   | Cobreloa       | 19    | 6  | 5   | 8   | 23  | 23   | 21    |
| 3   | CD Palestino   | 19    | 4  | 8   | 7   | 20  | 24   | 28    |
| 4   | Audax Italiano | 19    | 4  | 6   | 9   | 18  | 24   | 32    |
| 4   | CSD Rangers    | 19    | 4  | 6   | 9   | 18  | 24   | 32    |

#### Grupa D
| Poz | Klub                   | Mecze | Zw | Rem | Por | Pkt | BrZd | BrStr |
| --- | ---------------------- | ----- | -- | --- | --- | --- | ---- | ----- |
| 1   | CSD Colo-Colo          | 19    | 13 | 5   | 1   | 44  | 47   | 17    |
| 2   | Universidad Concepción | 19    | 8  | 3   | 8   | 27  | 27   | 28    |
| 3   | Unión Española         | 19    | 6  | 6   | 7   | 24  | 30   | 34    |
| 4   | Melipilla              | 19    | 6  | 2   | 11  | 20  | 17   | 23    |
| 5   | Coquimbo Unido         | 19    | 3  | 6   | 10  | 15  | 18   | 30    |

### Repechaje
| 23.11 2005 Cobreloa – Concepción 5:0 (2:0) 1:0 Rodrigo Pérez 6, 2:0 Daniel Pérez 7, 3:0 Daniel Pérez 55, 4:0 Fernando Martel 70, 5:0 Rodrigo Pérez 79 |

### 1/4 finału
| La Serena – CSD Colo-Colo 1:1 i 3:3, karne 4:1 1 25.11 2005 0:1 Gonzalo Fierro 17, 1:1 Alex Comas 61 2 03.12 2005 1:0 Raúl Palacios 11, 1:1 Rodolfo Madrid 22, 2:1 Raúl Palacios 61k, 2:2 Arturo Sanhueza 72, 3:2 Patricio Rubina 81, 3:3 Gonzalo Fierro 90+4k |
| CD Cobresal – CD Huachipato 2:1 i 1:1 1 26.11 2005 1:0 Renzo Yáñez 6, 2:0 Alejandro Acosta 14, 2:1 Héctor Mancilla 51 2 03.12 2005 0:1 Héctor Mancilla 9, 1:1 César Díaz 90+1                                                                                  |
| Cobreloa – CD Universidad Católica 1:1 i 1:2 1 27.11 2005 0:1 Luis Ignacio Quinteros 45, 1:1 Nicolás Hernández 84 2 04.12 2005 1:0 Luis Fuentes 36, 1:1 Luis Ignacio Quinteros 53, 1:2 Luis Ignacio Quinteros 78                                               |
| Universidad Concepción – Club Universidad de Chile 1:2 i 0:0 1 27.11 2005 0:1 Juan Manuel Olivera 5, 1:1 Ricardo Viveros 53, 1:2 Esteban Valencia 71 2 04.12 2005 (mecz na stadionie klubu Unión Española)                                                     |

### 1/2 finału
| La Serena – CD Universidad Católica 3:3 i 0:1 1 08.12 2005 0:1 Jorge Quinteros 32, 1:1 Felipe Flores 37, 2:1 Alex Comas 42, 2:2 Eros Pérez 55, 3:2 Felipe Flores 63, 3:3 Eros Pérez 73 2 14.12 2005 0:1 Jorge Quinteros 34                                                           |
| CD Cobresal – Club Universidad de Chile 2:1 i 2:4 1 08.12 2005 1:0 Juan Quiroga 63, 1:1 Marcelo Salas 70, 2:1 Patricio Lira 74 2 14.12 2005 1:0 Alejandro Acosta 27, 1:1 Marcelo Salas 44k, 1:2 Marcelo Salas 56k, 2:2 César Díaz 62, 2:3 Waldo Ponce 77, 2:4 Juan Manuel Olivera 88 |

### Finał
| Club Universidad de Chile – CD Universidad Católica 0:1 i 2:1, karne 4:5 |
| 18 grudnia 2005 Santiago Estadio Nacional (50 000) Club Universidad de Chile – CD Universidad Católica 0:1 (0:0) Sędzia: Pablo Pozo Bramki: 0:1 Eduardo Rubio 70k Żółte kartki: Julio César Moreyra, Víctor Cancino, Angel Rojas / Jorge Quinteros, Eduardo Rubio, Facundo Imboden, Eros Pérez Club Universidad de Chile (trener Héctor Pinto): Johnny Herrera – Manuel Ibarra, Julio César Moreyra (46 Christian Martínez), Waldo Ponce, José Rojas, Manuel Iturra, Víctor Cancino, Esteban Valencia (63 Angel Rojas), Cristián Canío, Diego Rivarola, Marcelo Salas (74 Juan Manuel Olivera) CD Universidad Católica (trener Jorge Pellicer): José María Buljubasich – Jaime Rubilar, Mauricio Zenteno, Facundo Imboden, José Pedro Fuenzalida (81 Albert Acevedo), Jorge Ormeño, Francisco Arrué (77 Alejandro Osorio), Eros Pérez, Darío Conca, Eduardo Rubio, Jorge Quinteros (75 Luis Ignacio Quinteros) |
| 22 grudnia 2005 Santiago Estadio San Carlos de Apoquindo (?) CD Universidad Católica – Club Universidad de Chile 1:2 (1:0), karne 5:4 Sędzia: ? Bramki: 1:0 Alejandro Osorio 5, 1:1 Marcelo Salas 52, 1:2 Diego Rivarola 73 Karne: 0:1 Marcelo Salas, 1:1 Dario Conca, 1:2 Esteban Valencia, 2:2 Francisco Arrué, 2:2 Waldo Ponce (-), 3:2 Luis Ignacio Quinteros, 3:3 Hugo Droguett, 4:3 José Pedro Fuenzalida, 4:4 Diego Rivarola, 5:4 Jorge Quinteros Żółte kartki: Jorge Quinteros, Jaime Rubilar, Darío Conca / Julio César Moreyra, Waldo Ponce, Diego Rivarola CD Universidad Católica (trener Jorge Pellicer): José María Buljubasich – Albert Acevedo, Jaime Rubilar, Mauricio Zenteno, Eros Pérez, Jorge Ormeño, Alejandro Osorio (76 José Pedro Fuenzalida), Francisco Arrué, Darío Conca, Eduardo Rubio (81 Luis Ignacio Quinteros), Jorge Quinteros Club Universidad de Chile (trener Héctor Pinto): Johnny Herrera – Manuel Ibarra (88 Esteban Valencia), Julio César Moreyra, Waldo Ponce, José Rojas, Manuel Iturra, Christian Martínez (46 Luis Pedro Figueroa), Hugo Droguett, Marcelo Salas, Diego Rivarola, Juan Manuel Olivera (68 Cristián Canío) |

Mistrzem Chile turnieju Clausura w roku 2005 został klub CD Universidad Católica, natomiast wicemistrzem Chile – klub Club Universidad de Chile. Tytuł mistrza zapewnił drużynie Universidad Católica udział w Copa Libertadores 2006.

### Klasyfikacja strzelców bramek
| Gole | Piłkarz             | Klub          |
| ---- | ------------------- | ------------- |
| 13   | César Díaz          | CD Cobresal   |
| 13   | Gonzalo Fierro      | CSD Colo-Colo |
| 13   | Cristián Montecinos | Concepción    |

## Tabela spadkowa sezonu 2005
O klasyfikacji w tabeli spadkowej deydowała suma 20% punktów uzyskanych w 2003 roku, 30% punktów uzyskanych w 2004 roku i 50% punktów zdobytych w 2005 roku.
W przypadku klubów, które awansowały do I ligi w 2003 roku (Everton i La Serena) dorobek liczono jako sumę 40% punktów zdobytych w 2004 i 60% punktów zdobytych w 2005 roku.
W przypadku klubów, które awansowały w 2004 roku (Concepción i Melipilla) i zagrały tylko w sezonie 2005 ich dorobek liczono jako 100% punktów zdobytych w 2005 roku.
W powyższych obliczeniach nie były brane pod uwagę punkty zdobyte w fazie pucharowej, a jedynie dorobek z fazy ligowej turniejów Apertura i Clausura.
| Poz | Klub                      | 2003 | 20%  | 2004 | 30%  | 2005 | 50%  | Razem |
| --- | ------------------------- | ---- | ---- | ---- | ---- | ---- | ---- | ----- |
| 1   | CD Universidad Católica   | 44   | 8,8  | 51   | 15,3 | 93   | 46,5 | 70,6  |
| 2   | CSD Colo-Colo             | 55   | 11   | 65   | 19,5 | 76   | 38   | 68,5  |
| 3   | Club Universidad de Chile | 43   | 8,6  | 57   | 17,1 | 77   | 38,5 | 64,2  |
| 4   | Concepción                | 0    | 0    | 0    | 0    | 58   | 58   | 58    |
| 5   | Cobreloa                  | 53   | 10,6 | 62   | 18,6 | 56   | 28   | 57,2  |
| 6   | CD Huachipato             | 41   | 8,2  | 47   | 14,1 | 65   | 32,5 | 54,8  |
| 7   | Universidad Concepción    | 56   | 11,2 | 60   | 18   | 46   | 23   | 52,2  |
| 8   | Unión Española            | 49   | 9,8  | 49   | 14,7 | 50   | 25   | 49,5  |
| 9   | Everton Viña del Mar      | 0    | 0    | 43   | 17,2 | 53   | 31,8 | 49    |
| 10  | CD Cobresal               | 43   | 8,6  | 34   | 10,2 | 60   | 30   | 48,8  |
| 11  | Santiago Wanderers        | 46   | 9,2  | 50   | 15   | 46   | 23   | 47,2  |
| 12  | La Serena                 | 0    | 0    | 34   | 13,6 | 50   | 30   | 43,6  |
| 13  | CSD Rangers               | 39   | 7,8  | 33   | 9,9  | 46   | 23   | 40,7  |
| 14  | Audax Italiano            | 43   | 8,6  | 47   | 14,1 | 34   | 17   | 39,7  |
| 15  | CD Palestino              | 43   | 8,6  | 35   | 10,5 | 41   | 20,5 | 39,6  |
| 16  | Coquimbo Unido            | 17   | 3,4  | 47   | 14,1 | 44   | 22   | 39,5  |
| 17  | Puerto Montt              | 40   | 8    | 37   | 11,1 | 36   | 18   | 37,1  |
| 18  | Melipilla                 | 0    | 0    | 0    | 0    | 37   | 37   | 37    |
| 19  | Unión San Felipe          | 22   | 4,4  | 32   | 9,6  | 41   | 20,5 | 34,5  |
| 20  | Temuco                    | 28   | 5,6  | 45   | 13,5 | 36   | 18   | 34,1  |

W miejsce dwóch spadkowiczów (Unión San Felipe i Temuco) awansowały dwa najlepsze kluby w drugiej lidze (Santiago Morning i Antofagasta).

### Baraż o utrzymanie się w I lidze
| CD O’Higgins – Melipilla 1:0 i 3:3 1 26.11 2005 1:0 Mario Núñez 20k 2 03.12 2005 1:0 Luis Flores Manzor 27k, 1:1 Alan Monegat 61, 2:1 Luis Flores Manzor 65, 3:1 Marcelo Lucero 83, 3:2 Felipe García 89, 3:3 Rodrigo Barrera 90+1k |
| Provincial Osorno – Puerto Montt 0:1 i 2:1, karne 3:5 1 26.11 2005 0:1 Domingo Martínez 27 2 30.11 2005 0:1 Julio César Laffatigue 2, 1:1 Carlos Mina 27, 2:1 Luis Jara 70                                                          |

Do II ligi spadł klub Melipilla, a na jego miejsce awansował klub CD O’Higgins.

## Tabela sumaryczna sezonu 2005
Tabela obejmuje sumaryczny dorobek klubów w turniejach Apertura i Clausura, zebrany w tych częściach mistrzostw, w których kluby grały ze sobą każdy z każdym.
| Poz | Klub                      | Mecze | Zw | Rem | Por | Pkt | BrZd | BrStr |
| --- | ------------------------- | ----- | -- | --- | --- | --- | ---- | ----- |
| 1   | CD Universidad Católica   | 38    | 29 | 6   | 3   | 93  | 72   | 16    |
| 2   | Club Universidad de Chile | 38    | 23 | 8   | 7   | 77  | 70   | 43    |
| 3   | CSD Colo-Colo             | 38    | 22 | 10  | 6   | 76  | 81   | 41    |
| 4   | CD Huachipato             | 38    | 20 | 5   | 13  | 65  | 62   | 48    |
| 5   | CD Cobresal               | 38    | 17 | 9   | 12  | 60  | 62   | 49    |
| 6   | Concepción                | 38    | 15 | 13  | 10  | 58  | 48   | 45    |
| 7   | Cobreloa                  | 38    | 16 | 8   | 14  | 56  | 58   | 50    |
| 8   | Everton Viña del Mar      | 38    | 13 | 14  | 11  | 53  | 55   | 49    |
| 9   | Unión Española            | 38    | 13 | 11  | 14  | 50  | 62   | 65    |
| 10  | La Serena                 | 38    | 13 | 11  | 14  | 50  | 52   | 59    |
| 11  | Universidad Concepción    | 38    | 14 | 7   | 17  | 49  | 50   | 59    |
| 12  | CSD Rangers               | 38    | 11 | 13  | 14  | 46  | 48   | 55    |
| 13  | Santiago Wanderers        | 38    | 13 | 7   | 18  | 46  | 45   | 53    |
| 14  | Coquimbo Unido            | 38    | 12 | 8   | 18  | 44  | 45   | 59    |
| 15  | CD Palestino              | 38    | 10 | 11  | 17  | 41  | 45   | 56    |
| 16  | Unión San Felipe          | 38    | 11 | 8   | 19  | 41  | 40   | 59    |
| 17  | Melipilla                 | 38    | 10 | 7   | 21  | 37  | 31   | 53    |
| 18  | Puerto Montt              | 38    | 10 | 6   | 22  | 36  | 47   | 67    |
| 19  | Temuco                    | 38    | 9  | 9   | 20  | 36  | 41   | 70    |
| 20  | Audax Italiano            | 38    | 7  | 13  | 18  | 34  | 46   | 64    |